# Трубадури

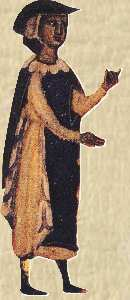
Бернар де Вентадорн. Малюнок з рукопису XIII ст.

Трубаду́ри (фр. troubadoures [tɾuβaˈðuɾ], окс. trobador, від окс. trobar «знаходити» (складати вірші)) — середньовічні (XI—XIII ст.) провансальські поети-барди, автори пісень, і часто  виконавці.

## Етимологія слова
Слово «трубадур», на думку більшості істориків, походить від окситанського дієслова trobar, що означає «вигадувати, винаходити, знаходити». Значення слова надзвичайно підходить до трубадурів — складаючи свої витончені вірші, трубадури вміли підібрати точне слово або риму. Вірші складалися з урахуванням того, що їх обов'язково мала супроводжувати музика. Мандруючи з міста до міста, нерідко в супроводі професійних музикантів, що називалися жонглерами, трубадури виконували свої пісні під арфу, віолу, флейту, лютню або гітару. У замках аристократів, на ринках, лицарських турнірах, ярмарках будь-які святкування неодмінно супроводжувались музикою і часто запрошувалися саме трубадури.

## Перший трубадур
Уже на кінець ХІ століття з'являється перший трубадур Провансу — Гільом (Гійом, Вільгельм) ІХ Трубадур (оксит. Guilhem IX de Peiteus, фр. Guillaume IX le Troubadour; 22 жовтня 1071 —10 лютого 1126 рр.), також граф Вільям Пуат'є (Гійом VII) і герцог Аквітанії, прадід Річарда І Левове Серце.
Хронологічно, перший із відомих трубадурів, Гільом Аквітанський, вважається родоначальником не лише провансальської, а й європейської поезії. За «відою» ХІІ століття повідомляється, що «Граф Пуат'є був одним із найкуртуазніших людей у світі, та одним із найбільших ошуканців жінок, і був він добрим лицарем, галантним і щедрим; і добре складав вірші та співав…»[джерело?]
До нас дійшло одинадцять віршів, написаних ним окситанською мовою: шість жартівливих «кансон», чотири куртуазні «кансони» та «покаянна пісня». Дослідники творчості Гільома Аквітанського відзначають поетичну довершеність віршів та їхню яскраву індивідуальність.
```
                                      - Не знаю, під якою зіркою                                 
                                      Народжений: ні добрий я, ні злий,
                                      Ні всіх улюбленець, ані  вигнанець,
                                      Та  все в зародку;
                                      Я обдарован феєю нічною
                                      У глухому виярку.
```

## Походження трубадурів
Відомі імена 600 трубадурів, дотепер дійшли 2500 творів 400 поетів. Серед трубадурів зустрічалися люди різних соціальних прошарків. Здебільшого це були незнатні лицарі, деякі походили з багатих сімей, інші були можновладні особи. Серед них було чимало високоосвічених людей, які багато подорожували. Кожен трубадур довго навчався правилам хорошого тону і поводження з дамою, а також поезії та музиці. Від справжнього трубадура вимагалося бути в курсі останніх новин, мати гарну пам'ять, показати обізнаність про останні плітки при королівському дворі, вміти експромтом скласти вірші для сеньйора або пані та грати, щонайменше, на двох музичних інструментах, поширених при великих і малих феодальних дворах.
Розвиток торгівлі у XII сторіччі збагатив південні райони Франції. З'явився час на дозвілля та на просвіту; люди вчилися цінувати мистецтво і жити за правилами хорошого тону. Імениті сеньйори і пані Лангедоку і Провансу стали найвідданішими покровителями трубадурів. Поети були оточені пошаною, а їх вплив помітно відбивався на смаках, моді й манерах вищої знаті. Вони навіть стали родоначальниками бальних танців у Європі.

## Куртуазна любов
Трубадури створили своєрідну культуру любові — куртуазна любов, що становить головний зміст їхніх поезій. Звичайним було поклоніння трубадура Дамі. Як правило, Дама була одружена і стояла на вищому соціальному щаблі. Любов до одруженої жінки становить непереборну перешкоду. Прагнення до Дами нескінченне: метою куртуазної любові є не володіння об'єктом поклоніння, а важке, але радісне духовне вдосконалення чоловіка, в тому числі й удосконалення поетичної майстерності.
Наслідком культу «Прекрасної Дами» стала реабілітація земної радості і земної любові, поклоніння жінці, що перетворює її із істоти нижчого порядку, причини гріхопадіння, посудини зла, в ідеал.
Трубадури (серед них особливо Рігаут де Барбезьє) приділяють багато уваги характеристиці досконалого або «лояльного» закоханого: він має відрізнятися скромністю і терпінням, підкорятися всім примхам обраної Дами, задовольнятися найменшими знаками уваги з її боку, ніколи не переступати певних меж. Для їхньої поезії також характерне перенесення понять зі сфери феодальних відносин сеньйора і васала в сферу куртуазних відносин лицаря і Дами. Слідуючи цьому любовному кодексу, надихаючись світом людської душі, поети не лише складали свої пісні, а й цілий уявний світ, у якому існують ліричні герої.

## Мова
Крім художньої цінності, творчість трубадурів також є значним внеском у становлення й розвиток усних і письмових форм сучасних романських мов, при тому що сама мова трубадурів — провансальська мова — в наш час мало використовується в місцях свого традиційного поширення, за винятком відомої сьогодні каталанської мови.
Зазвичай трубадури були водночас і співаками-виконавцями своїх творів, лише деякі з них обмежувалися складанням тільки поетичного тексту та музичної мелодії, доручаючи виконання їх жонглерам. Так, наприклад, Бертран де Борн неодноразово звертається у своїх піснях до свого жонглера — Папіоля. Творчість трубадурів розвивалася головним чином в Провансі, але вона була поширена так само в Північній Франції, в Італії та Іспанії. У багатьох областях Іспанії та Італії мова провансальських поетів була в ті часи єдиною літературною мовою. Чимало провансальських поетів побувало в Іспанії, в Італії, у Північній Франції, з іншого боку — багато іспанців, італійців та французів складали свої пісні провансальською мовою. Є підстави думати, що деякі провансальські трубадури переносили свою діяльність навіть в Англію, літературною мовою якої після вторгнення військ Вільгельма Завойовника в 1066 році стала французька. Поезія трубадурів мала також значний вплив на розвиток міннезангу.

## Жанри поезії трубадурів
За своїм походженням провансальська лірика, яка виникла, очевидно, наприкінці XI століття, пов'язана з народною пісенною творчістю. Деякі жанри поезії трубадурів наочно демонструють цю фольклорну традицію. Так балада (окситанською: balata — «танцювальна») зберігає в словах і музиці багато рис, що вказують на її зв'язок з народними піснями хороводів; у одній баладі прямо згадується «квітнева королева», традиційний персонаж народних весняних обрядів. Існує також гіпотеза  про значний вплив на розвиток поезії трубадурів поетичної культури арабської Іспанії і, перш за все,заждаля — жанру строфічної поезії розмовною арабською мовою, якою користувалися мешканці Іспанії як християни, так і мусульмани.
Виникнувши на ґрунті народної пісні і народної поетичної мови, запозичуючи деякі свої мотиви з фольклорних джерел, провансальська поезія вперше в історії новоєвропейської літератури виступає як поезія індивідуальна, як лірика особистості.

### Кансона
Кансона — один з основних жанрів поезії трубадурів, ліричний вірш про лицарське кохання в середньовічній поезії прованських трубадурів або просто любовна пісня (окс. Canso, італ. canzone — «пісня»). Кансона — це досить складна віршована форма, що складається звичайно з п'яти-семи строф і замикається одним-двома посиланнями (торнадо) з трьох-чотирьох віршів. У торнадо вказувався адресат пісні, який часто називають умовним ім'ям — сеньялем — це могла бути сама пані трубадура або його заступник.
Для лірики трубадурів характерна нескінченна варіація різноманітних поєднань постійних елементів у межах суворо визначеного умовного канону. Неправильне розуміння цього принципу створило думку про «одноманітність» і «монотонність» поезії трубадурів, про те, що формальності створеного ними кодексу любовних стосунків породили «безплідні переспіви колись нових і своєрідних тем». Зрідка трапляються серед трубадурів свідомі порушники цього кодексу куртуазній любові. Так, у Маркабрюна і його послідовника Пейре Карденаля можна знайти пісні, сповнені нападок на жінок і на любов, проте це лише виняток.
Майже одночасно з канцонами виникає жанр пародійної п'єси, де мотиви куртуазній любові іронічно знижуються і жартівливо обігруються. Несподіваним чином пародія, «вивертання навиворіт» куртуазній любові, оновлювала поезію трубадурів, оберігала її від виродження.

### Сірвента
Менш умовний, ніж кансони, більш насичений конкретним життєвим матеріалом був інший поширений жанр поезії трубадурів — сірвенти (окс. sirventes — «службова пісня»). Зразком для формальної побудови сірвенти служила кансони. Але сірвенти відрізняються від любовної пісні своєю тематикою. Це жанр обговорення релігійних, моральних, політичних питань. У сірвенті трубадури висміювали недоліки супротивників і оспівували чесноти друзів. Одним з найкращий і найвідоміших авторів сірвент був Бертран де Борн, учасник феодальних усобиць на півдні Франції, у тому числі і військової чвари за владу в Провансі, що виникла між синами англійського короля Генріха II — Річардом Левове Серце та Генріхом, на прізвисько Молодий Король. Основна тема поезії де Борна — любов до війни. Найвища радість (окс. joy), яку інший трубадур відчуває, споглядаючи свій ідеал, прекрасну Даму, де Борна доступна тільки в бою. Сірвенти служили Бертрану де Борну одним із засобів боротьби: він невпинно закликає до бойових дій королів і баронів. І, як сказано в його життєписі, де Борн нерідко створював свої твори з метою розпалювання ворожнечі. Іншими настроями насичені сірвенти Пейре Карденаля, теж прославленого майстра цього жанру. У своїх сатиричних піснях, написаних у мужню і енергійно стилі, він таврує гордість та твердосердя багатіїв і знати, висловлює симпатії до бідного і безправного люду, обурюється на французькі війська і інквізицію, які зраджували розгрому альбігойців. У піснях Гільельма Фігейра, сучасника Пейре Карденаля, можна знайти висловлювання, спрямовані проти папства, і нападки на ченців. В одній з сірвент, написанії Гі де Кавальоном, священики засуджуються за те, що «залишили свою головну справу» і переймаються виключно мирськими інтересами. У віршах трубадурів висміюються індульгенції і вшанування мощей, аморальність священників та єпископів, їхнє користолюбсиво.
Відомі й літературно — пародійні сірвенти, своєрідні «галереї трубадурів» — гумористичні портрети побратимів-поетів (Пейре Овернскій, Чернець Монтаудонскій), брехав, ймовірно, з нагоди великих зборів трубадурів при дворах сеньйорів-покровителів.
Поширеним був різновид персональної сірвенти, так званий плач (planh), який висловлює скорботу поета з приводу смерті свого покровителя або близької людини (один з яскравих зразків — «Плач» Бертрана де Борна на смерть «Молодого Короля»).

### Альба
Ще один популярний жанр — альба (окс. alba — «ранкова зоря»): скарга закоханих на неминучість розлуки з настанням ранку. Являє собою драматичний діалог кавалера з дамою якому іншому, що охороняє спокій закоханих. Діалогічність альби вказує на її зв'язок з народною піснею. Всупереч класичній куртуазній ситуації в Альбі любов стає взаємною, але щастя триває коротко — з настанням ранку коханці розлучаються через страх перед наклепами або ревнивцем-суперником. Цей жанр був поширений також у поезії німецьких мінезингерів.

### Пастурель
Популярний був і жанр пастурелі (pastorella або pastorela), пісні, що зображає розмову лицаря з пастушкою; великим майстром цього жанру був Маркабрюн. Пастурель — це жанр не так «соціальний», де зустрічаються представники протилежних класів, як жанр протиставлення поглядів на життя: з одного боку куртуазного, з іншого — здорового глузду. Причому трубадур, який звертається по-куртуазному до пастушки, майже завжди зазнає поразку.

### Інші жанри
Лірика трубадурів відрізняється великою різноманітністю жанрів. Крім кансони, сірвенти, балади і альби, популярністю користувалися дебати — спеціальний діалогічний жанр, диспут на художні, психологічні або філософські теми. Чергуючись від строфи до строфи трубадури в суперечці відстоювали свою думку. Дослідники розрізняють два варіанти дебатів: тенсону (від tenso — суперечка) — вільний обмін поглядами і партімен або джок партії (окс. partimen — розділ), де співрозмовники дотримувалися протилежних думок, а трубадур, що відкриває суперечку, задавав тему. Такий партімен між Ліньаруа (сеньяль Раймбаута Оранського) і Гіраутом де Борнелем про переваги і недоліки темного та легкого стилів поезії трубадурів. Причому Раймбо Оранський ставить завдання перед Борнелем захистити легку манеру, хоча останній вважався майстром темного стилю, а весь партімен створений за законами trubar clus. Цікавий він ще й тим, що це одна з перших дискусій на літературну тему.
Існувало і багато інших, другорядних жанрів, наприклад:
- Ескондідж (окс. escondig — виправдання): пісня, в якій поет виправдовується перед своєю пані;
- Дескорт (окс. descort — розбіжність): пісня з нечіткою композицією, що передає збентежений стан поета.
- Сонет: італійський жанр, запозичений і розвинутий трубадурами.
- Мальді: скарга трубадура на свою Даму чи на свого покровителя.
- Пісня про хрестові походи: як правило, із закликом до участі в них.
- Плазер: хвалебна пісня, як правило, тематизує успіх в коханні.

Деякі з жанрів представлені всього лише одним-двома творами. Велика кількість поетичних жанрів супроводжувалося суворою регламентацією їхньої тематики і словесної форми. Разом з тим, у трубадурів зустрічаються спроби подолати жанрові трафарети, створювати нові жанри або по-новому трактувати старі.

### Загальні дослідження
- Akehurst, F. R. P., and Davis, Judith M., edd. (1995). A Handbook of the Troubadours. Berkeley: University of California Press. ISBN 052-007-976-0.
- Gaunt, Simon, and Kay, Sarah, edd. (1999) The Troubadours: An Introduction. Cambridge: Cambridge University Press. ISBN 0 521 574730.
- Jones, W. Powell (1931). «The Jongleur Troubadours of Provence.» PMLA, 46:2 (June), pp. 307–311.

### Антології
- René Nelli et René Lavaud, Les troubadours : Le trésor poétique de l'Occitanie, vol. 1 : L'œuvre épique, Desclée de Brouwer, coll. " bibliothèque européenne ", Paris, 1966 (ISBN 2-220-02192-0)
- René Nelli et René Lavaud, Les troubadours : Le trésor poétique de l'Occitanie, vol. 2 : L'œuvre poétique, Desclée de Brouwer, coll. " bibliothèque européenne ", Paris, 1966 (ISBN 2-220-02192-0)
- Jacques Roubaud, Les troubadours : anthologie bilingue, Seghers, Paris, 1971 (ISBN 2-221-50188-8)
- Pierre Bec, Anthologie des troubadours, Union générale d'édition, coll. " 10/18 ", Paris, 1979 (ISBN 2-264-00242-5)

### Історичні дослідження
- François-Juste-Marie Raynouard
- La Grammaire des troubadours, 1816
- Des troubadours et les cours d'amour, 1817
- Grammaire comparée des langues de l'Europe latine dans leurs rapports avec la langue des troubadours, 1821
- Choix des poésies originales des troubadours, 6 vol., 1816—1821
- Lexique de la langue des troubadours, 1824
- Duc de La Salle de Rochemaure, Les Troubadours cantaliens XII-XXe siècle, 1910, Bloud et Gay, 2 in-12°, 645 et 577 p.
- Paden, William D. (2005) «Troubadours and History» (pp. 157–182). The World of Eleanor of Aquitaine: Literature and Society in Southern France between the Eleventh and Twelfth Centuries, edd. Marcus Bull and Catherine Léglu. Woodbridge: Boydell Press. ISBN 1-84383-114-7.
- Riquer, Martín de. Los trovadores: historia literaria y textos. 3 vol. Barcelona: Planeta, 1975.

### Історія
- Henri-Irénée Marrou, Les Troubadours, Le Seuil, Paris, 1971 (ISBN 2-02-000650-2)
- Geneviève Brunel-Lobrichon et Claudie Duhamel-Amado, Au temps des troubadours, Hachette, coll. " La Vie quotidienne ", Paris, 1997 (ISBN 2012355250)
- Linda M. Paterson, Le monde des troubadours, Les Presses du Languedoc, Montpelier, 1999 (ISBN 2-85998-193-4)

### Літературознавчі дослідження
- René Nelli, L'Érotique des Troubadours, Privat, Toulouse, 1963 (ISBN 2000025730)
- Ezra Pound, Sur les pas des troubadours en pays d'Oc, éditions du Rocher, Paris, 2005 (ISBN 2268054594)
- Pierre Bec, Écrits sur les troubadours et la lyrique médiévale, Paradigme, coll. " Medievalia ", Caen, 1992 (ISBN 2868780679)
- Boase, Roger (1977). The Origin and Meaning of Courtly Love: A Critical Study of European Scholarship. Manchester: Manchester University Press. ISBN 0-87471-950-X.

### Мова трубадурів
- Pierre Bec, La langue occitane, Presses universitaires de France, coll. " Que Sais-je ? ", Paris, 1986 (ISBN 2-13-039639-9)
- Maurice Romieu, André Bianchi, La lenga del trobar : Precís de grammatica d'occitan ancian, Presses universitaires de Bordeaux, Paris, 1986 (ISBN 2-86-781393-X)

### Музика трубадурів
- Ismael Fernandez de la Cuesta et Robert Lafont, Las cançons dels trobadors, Institut d'Estudis Occitans, coll. " Opera omnia ", Toulouse, 1979 (ISBN 2012355250)
- Claude Riot, Chants et instruments : Trouveurs et jongleurs au Moyen Age, Desclée de Brouwer, coll. " R.E.M.P.A.R.T ", Paris, 1996 (ISBN 2-200-03681-7)
- Aubrey, Elizabeth (1989). «References to Music in Old Occitan Literature.» Acta Musicologica, 61:2 (May—August), pp. 110–149.